# Алуату
Алуату (рум. Aluatu) — село в Тараклийском районе Молдавии. Относится к сёлам, не образующим коммуну.

## География
Село расположено вдоль правого берега реки Ялпуг на высоте 10 метров над уровнем моря. В 600 м на юго-восток от окраины села своё течение завершает река Лунга, впадая во второй магистральный канал Ялпуг (бывшее естественное русло реки). Расстояние от Алуату по республиканской трассе М-3 до г. Тараклия — 11 км, г. Кишинёв — 150 км, г. Комрат — 51 км.

## Климат
Климат села Алуату мягкий, умеренно-континентальный с умеренно жарким летом и умеренно мягкой ветреной зимой. Лето начинается в начале мая. Средняя температура составляет 20-25 °C, летом дожди редкие, но обильные. Весной и осенью температура колеблется от 18 до 26 °C.

## Население
По данным переписи населения 2004 года, в селе Алуату проживает 1143 человека (554 мужчины, 589 женщин). Село Алуату страдает от депопуляции — численность населения уменьшается за счёт естественной убыли и роста миграционного оттока. Естественный прирост населения данного населённого пункта отрицательный.
Этнический состав села:
| Национальность | Число жителей | Процентный состав |
| -------------- | ------------- | ----------------- |
| молдаване      | 700           | 61.24             |
| болгары        | 353           | 30.88             |
| украинцы       | 39            | 3.41              |
| гагаузы        | 17            | 1.49              |
| русские        | 13            | 1.14              |
| румыны         | 13            | 1.14              |
| цыгане         | 1             | 0.09              |
| прочие         | 7             | 0.61              |
| Всего          | 1143          | 100 %             |

## Экономика
Экономика села ограничивается ведением индивидуальных подсобных хозяйств и торговлей. Сельскохозяйственный потенциал села достаточно высок, однако фактически не реализован в связи с отсутствием на территории села крупных промышленных и сельскохозяйственных предприятий. По состоянию на 2016 год в селе зарегистрировано 27 экономических агентов. Проблемой села остаётся безработица и трудовая миграция (12 %). Основа доходов — бюджетные средства, что оставляет 61,4 %. Собственные доходы села формируют 29,7 %. Бюджетный дефицит покрывается за счёт грантов и трансфертов из центрального бюджета.

## Водные ресурсы
Общей характеристикой региона является ограниченный доступ к качественным ресурсам питьевой воды и воды для ирригации. Водные ресурсы села Алуату представлены поверхностными и подземными водами. Поверхностные источники воды ограничены.
Поверхностные воды
Поверхностные воды села Алуату представлены протекающими рядом с селом реками Ялпуг и Лунга. Ближайшими крупным водоёмом является Тараклийское водохранилище, расположенное в 7 км севернее села. Поверхностные воды не могут использоваться для обеспечения жителей города питьевой водой по причине несоответствия санитарным нормам. Качество воды в реке Ялпуг и Тараклийском водохранилище отнесено к V классу качества (очень загрязнённая).
Подземные воды
Подземные воды в селе Алуату характеризуются превышением предельно допустимых концентраций соединений, таких как фтор, бор, натрий и сероводород. Вместе с этим, вода из подземных источников является единственно возможным вариантом водоснабжения села. Подаётся населению при помощи шахтных колодцев.

## Водоснабжение и водоотведение
Население села имеет проблемы связанные с доступом питьевой воде. По состоянию на 2016 год в населённом пункте, состоящем из 385 хозяйств, отсутствует водопровод и канализация. В целом, местными жителями используется 127 шахтных колодца (из них 31 общественный). Частные хозяйства имеют индивидуальные сливные ямы.